# Wonder Woman (1975)
Wonder Woman (Originaltitel: The New Original Wonder Woman) ist ein US-amerikanischer Fernsehfilm aus dem Jahr 1975. Die Grundlage bildete die DC-Comicfigur Wonder Woman. Er diente als Pilotfilm für die nachfolgende Fernsehserie Wonder Woman.

## Handlung
Im Zweiten Weltkrieg meldet sich Diana freiwillig, um den auf Paradiese Island abgestürzten und nun im Koma liegenden Piloten Steve Trevor nach Washington DC zurückzubringen. Nach ihrer Ankunft in Washington DC stellt Trevor die geheime Identität von Diana Prince fest und Diana beginnt für Trevor zu arbeiten.

## Produktion
Trotz der gedämpften Einschaltquoten des früheren Fernsehpiloten Cathy Lee Crosby war ABC der Ansicht, dass eine Wonder Woman-Serie Potenzial hat, und innerhalb eines Jahres war ein weiterer Pilot in Produktion. Um sich vom letzten Piloten zu unterscheiden, gaben die Produzenten dem Piloten den eher paradoxen Titel The New Original Wonder Woman. Die Drehbuchaufgaben wurden Stanley Ralph Ross übertragen, der angewiesen wurde, dem Comic-Buch treu zu bleiben und eine subtile „High-Comedy“ zu erstellen.  Ross setzte den Piloten im Zweiten Weltkrieg, der Ära, in der das ursprüngliche Comicbuch begann.
Nach einer intensiven Talentsuche wurde Lynda Carter, die eine Handvoll kleinerer Schauspielrollen hatte und 1972 die Miss World USA und ein USO-Darsteller von Bob Hope war, für die Hauptrolle ausgewählt.  Für die Rolle von Steve Trevor wählten die Produzenten Lyle Waggoner, obwohl sein dunkelbraunes, fast schwarzes Haar nicht zum blonden Trevor des Comics passte.  Wagoner war zu dieser Zeit besser als Comedic-Schauspieler bekannt, nachdem er mehrere Jahre in der Carol Burnett Show mitgespielt hatte. Ross war auch bekannt, dass er ein Jahrzehnt zuvor einer der führenden Kandidaten für Batman war und schließlich gegen Adam West verlor. Wagoner galt auch als Sexsymbol, nachdem er in der ersten Ausgabe von Playgirl ein halbnacktes Bild gemacht hatte.
Eine Änderung, die später zum Synonym für die Show wurde, war die Umwandlung von Diana Prince in Wonder Woman durch Drehen.  Während der Dreharbeiten zum Piloten versuchten die Produzenten herauszufinden, wie Diana Prince zur Wonder Woman wurde, als Carter ihr vorschlug, einen Spin zu machen.
Im Gegensatz zum früheren Pilotfilm wurden die Comic-Ursprünge der Figur durch die Beibehaltung der traditionellen Uniform der Figur (deren Design von Donald Lee Feld interpretiert und ausgeführt wurde, die als „Donfeld“ bezeichnet wird) in der ursprünglichen Fassung und durch die  Verwendung von Comic-Elementen.  Die Titelsequenz der Serie wurde in Form einer Reihe von Comic-Panels animiert, in denen Wonder Woman eine Vielzahl von Heldentaten vollbrachte.  Innerhalb der Show wurden Ort und Ausstellung über Comic-Textfelder abgewickelt.  Übergänge zwischen Szenen und Werbeunterbrechungen wurden durch animierte Starburst-Sequenzen markiert.